# Felipe Sérvulo
Felipe-Sérvulo González Villar (Jaén, 1947), conegut com a Felipe Sérvulo, és un escriptor espanyol.

## Biografia
Llicenciat en Història per la Universitat de Barcelona i resident a Castelldefels, és president del col·lectiu d'escriptors El Laberinto de Ariadna i editor del plec de poesia del mateix nom. Es cofundador dels grups i revistes de literatura Alcudia, Gavina i Alga. Col·labora en medis radiofònics i escrits com a comentarista cultural i ha publicat en revistes especialitzades de literatura d'Amèrica i Espanya. Columnista a l'edició en espanyol de Wall Street International Magazine.

## Exposicions
Ha participat en exposicions on es combina poesia i pintura:
- Poesía Ilustrada, Casa de la Cultura, amb Luis Monguillen. Castelldefels, 1979.
- El ojo, la música y el espacio, amb Guillermo Marín. Soria, 1994.
- Solsticio, amb Antonio Hervás Amezcua. Jaén, Úbeda i Castelldefels, 2002.

També, com a responsable, ha organitzat diversos homenatges a Antonio Machado en Cotlliure (Francia).

## Premis
Ha obtingut els premis de poesia de àmbit nacional, Ciudad de Ponferrada, Blas Infante (Cornellà), Sant Jordi (Castelldefels) y Salvador Espriu (Barcelona).
Finalista a Jaén de Poesía, Miguel Labordeta, Ciudad de Badajoz y Ciudad de Baeza, entre d'altres.
Altres reconeixements:	
- Réplica del Lobo de Huelma, 2001, atorgat per la Conselleria de Cultura a Jaén de la Junta d'Andalusia, en reconeixement de la tasca com a escriptor.
- Premi Ciutat de Castelldefels, 2009, atorgat a les persones que han destacat en qualsevol activitat, social o professional, a Castelldefels.
- Homenatje de la "Associació Casal Rafael de Casanova" de Castelldefels, 2014. En reconeixement de la seva trajectoria al món de la literatura.
- Clau del Castell de Castelldefels, 2018. Lliurada per l'alcaldía de Castelldefels.
- Inclòs a "ANTOLOGÍA ACTUAL DE POESÍA ESPAÑOLA. La escritura plural. 33 poetas entre la dispersión y la continuidad de una cultura". Fulgencio Martínez y Luis Alberto de Cuenca. ARS POETICA, Oviedo 2019[3]